# Vildsvin i Sverige

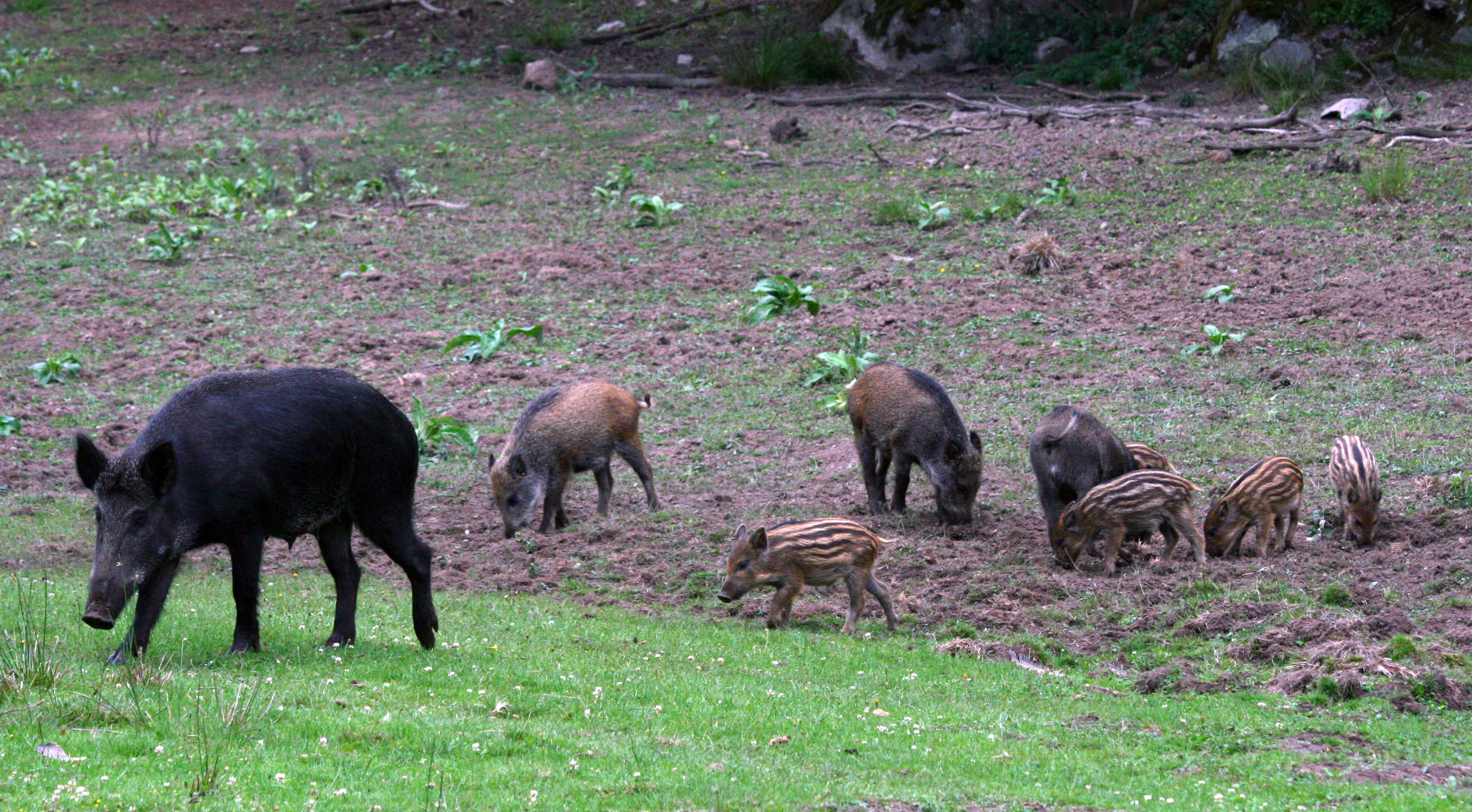
En flock vildsvin i naturreservatet Eriksberg i Blekinge.

Vildsvinet (Sus scrofa) har förekommit i Sverige från mesolitikum. Successivt utrotades vildsvinet i landet, samtidigt som en successiv domesticering till tamsvin (som tillhör samma art) skedde av övriga vildsvinsgrupper. Sedan mitten av 1900-talet förekommer vildsvinet åter i Sverige, och det är numera ett vanligt däggdjur söder om Dalälven.

## Historia

### Äldre tid
Genom arkeologiska fynd (ben) kan man konstatera att det har funnits vildsvin i Sverige från mesolitikum (mellanstenålder) till och med neolitikum (yngre stenålder). Under neolitikum kan man iaktta att tandstorleken (längden på visdomständerna i nedre käken) hos grisarna har minskat, vilket tolkas som att korsning med tamsvin varit förekommande, liksom domesticering.
Det är oklart när man ska betrakta vildsvinen som fullständigt utrotade eller domesticerade i Sverige. Inom det nuvarande Sveriges gränser finns det inga bevis för att det har funnits vildsvin efter neolitikum. Det finns även oklarheter kring graden av domesticering redan under mellanneolitikum. De ben efter svin på Gotland från denna period, som viss forskning hänför till vildsvin, kan i själva verket röra sig om domesticerade djur.

### Utrotning, vildsvin i hägn
Skriftliga belägg för förekomst av vildsvin i Sverige under vikinga- och medeltid saknas helt, om man med Sverige avser nuvarande Sveriges gränser – i Svenska Pommern fanns det däremot vildsvin. Den utrotning av vildsvin i Sverige som skedde under 1600-talet, och som ofta refereras till, avser vildsvinen på Öland som från 1500-talet avsatts som "kunglig djurgårdsinrättning" – det vill säga jaktpark.
Fredrik I återinplanterade 1723 vildsvin på Öland, vilka dock väckte starkt missnöje bland bönderna på ön, och efter riksdagsbeslut utrotades vildsvinen på ön åter 1752. Oscar Dickson lät på 1870-talet återinplantera vildsvin på sitt gods Skeppsta i Södermanland.

### Återetablering i naturen
Från 1940-talet förekom det rymningar från olika hägn, och 1976 rymde vildsvin från ett hägn vid Åda gods i Trosa i Sörmland. De flydde åt Tullgarns slott, där de ansvariga jägarna markerade att rymlingarna nu var kungens vilt. Därefter etablerade sig vildsvinet i naturen runt sörmländska trakter som Trosa, Björkvik och Kiladalen. I början av 1980-talet fanns uppskattningsvis färre än 100 fritt strövande vildsvin i Sverige. Ett antal år senare (1987) upptäcktes en frilevande hjord på 100 djur runt Tullgarn-Mörkö. Samma år rev Sveriges riksdag upp ett tidigare beslut från 1980, som hade kungjort att vildsvinen var oönskade i Sverige. Man beslutade istället att vildsvinet åter skulle betraktas som en naturlig del av den svenska faunan. 
I början av 1990-talet fanns cirka 500 vilt levande vildsvin i Sverige, varefter expansionen ökade relativt snabbt.
Under 2010-talet fanns det gott om vildsvin i stora delar av Götaland och Svealand. Dalälven kan historiskt ses som en nordgräns för arten. Enligt olika bedömare fanns det 2006 mellan 50 000 och 80 000 individer, och 2009–2010 uppgav olika källor en stam på 150 000–300 000 vildsvin i Sverige. 2014 angavs bland annat siffran 175 000. 2021 beräknades det finnas cirka 300 000 vilt levande vildsvin i Sverige, med en årlig avskjutning på mellan 100 000 och 150 000 (per år under 2010-talet). Det förekommer misstankar hos myndigheter om att den snabba spridningen i delar av Sverige har skett på grund av illegal utplantering av vildsvin, bland annat i sydvästra Leksand i Dalarna, och på Öland, där det första bekräftade fyndet av vildsvin i nutid inträffade 2007.

## Jakt
Vildsvin får jagas med klass 1-vapen och med enpipigt hagelgevär med slugg- eller med brennekeammunition. Vildsvinet är lovligt att skjuta året runt, förutom perioden 1 februari till 31 mars då endast årskultingar är lovliga – detta då de flesta suggor föder vid denna tid. Viktigt att notera är att kultingförande sugga alltid är fredad året runt. Kultingarna klarar sig inte utan suggans ledarskap och svälter ofta ihjäl om modern försvinner.
Enligt en utredning från Naturvårdsverket bör vildsvinen jagas hårdare. Detta har stött på debatt då flera anser det oetiskt att jaga med belysning, fällor och övriga hjälpmedel som föreslås i utredningen. Jakt med fast belysning är dock tillåten sedan februari 2009 och har välkomnats av många jägare, då det medger en bättre möjlighet att identifiera vilket djur som ska fällas. Flera argument mot fällfångsten har kommit fram. Ett av dem är suggans och kultingarnas nära förhållande. Detta medför att svinen utsätts för stor plåga när kulting/sugga är fångad och de andra är utanför. Samtidigt välkomnar stora delar av lantbrukskåren detta, eftersom vildsvinen kan orsaka stora skador på grödor och gödslade vallar.
Jakt är idag den helt dominerande dödsorsaken för vildsvin, och den svarar för cirka 90 procent av dödsfallen.

## I trafiken
Vildsvinet är en av de viltslag som regleras i 40 § jaktförordningen, vilket innebär att förare som kolliderat med vildsvin har lagstadgad skyldighet att märka ut platsen och rapportera händelsen till polisen. Älgskadefondsföreningen rekommenderar att man inte ska gå ur bilen om man har kört på ett vildsvin, eftersom de kan vara farliga för människan – särskilt om de är arga eller skadade. Man bör istället köra iväg 100 meter och sedan ringa nödnumret 112. 
Antalet vildsvin som var inblandade i trafikkollisioner hade under många år legat runt 1 000, men år 2007 rusade siffran upp till 1 583 viltolyckor med vildsvin. I början av oktober 2009 beräknades viltolyckorna med vildsvin inblandade bli över 3 280 stycken det året. Till november 2012 hade det rapporterats 3 869 vildsvinsolyckor. Vildsvinen stod 2008 för drygt 6 procent av de rapporterade viltolyckorna.
Som jämförelse kan nämnas att rådjur är inblandade i cirka 29 000 viltolyckor årligen, och älgar i knappt 5 000 olyckor.

## Radioaktivt cesium i vildsvin
Vid Tjernobylolyckan 1986 spreds betydande mängder cesium-137 över stora områden i mellersta och norra Sverige. Vid denna tidpunkt var vildsvinsstammen i stort sett obefintlig i de nedfallsdrabbade områdena. Då halveringstiden för denna isotop är cirka 30 år innebär det att aktiviteten i dagsläget (2020) alltjämt är ungefär hälften av den ursprungliga, och kombinerat med låg rörlighet i mark hos cesium finns betydande andelar av det ursprungliga nedfallet kvar strax under markytan. I och med utbredningen av vildsvinsstammen och deras livsmönster att böka i vegetationen har delar av detta "gamla" orörda något djupare liggande cesium kommit upp i dagen och tagits upp av vildsvin.
Vid en analys som företogs vintern 2017/2018 av Strålsäkerhetsmyndigheten av 245 vildsvin som skjutits i nedfallsdrabbade områden i Uppsala, Gävleborgs och Västmanlands län hade 30 procent av vildsvinen halter över 1 500 Bq/kg, med en högsta halt på 40 000 Bq/kg.
Livsmedelsverket ger följande råd vid bedömning av cesium-halten i vildsvin och annat vilt som till exempel älg eller rådjur och deras tjänlighet som föda för människor:
- Under 300 Bq/kg – ingen begränsning
- 300 – 1 500 Bq/kg bör inte ätas oftare än några gånger i veckan
- 1 500 – 10 000 Bq/kg bör inte ätas oftare än några gånger per år
- Över 10 000 Bq/kg bör inte ätas alls

För människor gäller att cesium utsöndras ur kroppen i månadsskala, vilket gör att enstaka intag inte ackumuleras i kroppen trots den långa halveringstiden på 30 år. Möjliga hälsorisker uppstår därför först vid återkommande intag av cesium över en längre tid. Även för renar är den biologiska halveringstiden betydligt kortare än den fysikaliska, varför cesiummängder i djurens kroppar avtar relativt snabbt om intaget av cesium upphör.
För vildsvin är situationen delvis annorlunda, och de anges vara ”hyperaccumulators of radiocesium ... and the levels remain almost constant over long periods of time”, där den låga biologiska utsöndringen gör att nivåerna av cesium i vildsvin förblir höga långt efter att intaget av cesium upphört. Förhållandet med höga cesiumhalter i vildsvin kommer därför med stor säkerhet att kvarstå under åtskilliga decennier och kräva uppmärksamhet och provtagning.